# Remember the Name
"Remember the Name" is een nummer door Fort Minor. Het is als eerste en vierde single uitgebracht afkomstig van het album The Rising Tied. Het is echter alleen in de Verenigde Staten en Portugal uitgebracht. Remember the Name is een samenwerking met Styles of Beyond.

## Achtergrondinformatie
Volgens Mike Shinoda "analyseert het nummer de muziekwetenschappen", zoals te horen is in het refrein waarin de noodzaken systematisch beschreven worden die voor succes zorgen in de muziekwereld en het verkrijgen van beroemdheid en erkenning. De titel van dit nummer verwijst hier ook naar.
Het nummer introduceert naast Fort Minor ook Shinoda's vrienden Ryu en Tak van rapgroep Styles of Beyond. Deze zijn op het album op meerdere nummers te horen.
De coupletten worden in de derde persoon gerapt waarbij ieder zichzelf beschrijft in de ogen van een ander met vele verwijzingen naar het verleden.

## Verschijnen
In 2005 werd het nummer al uitgebracht op single, maar dit leverde geen breed succes op. De videoclip en het nummer zelf waren al een hit in de undergroundscene en werd vaak gebruikt als muzikale invulling voor sportclips. In 2006 werd het nummer opnieuw uitgebracht, na het wereldwijde succes van de vorige single Where'd You Go.

## Lek
Maanden voor het album verscheen, was een geloopt instrumentaal stukje van het nummer te horen op de officiële website van Fort Minor. Volgens Shinoda was het nummer al op het web te vinden, als men maar goed zocht. Op 20 augustus 2005 lekte het nummer uit, een dag na de eerste publiekelijke optreden van het nummer. Dit terwijl het album drie maanden later zou worden uitgebracht.

## Verschijning in populaire cultuur
Het nummer werd al snel een populaire sportanthem en werd door heel Verenigde Staten in veel stadions en arena's gespeeld. De NBA koos het nummer als themasong tijdens de NBA Playoffs van 2006 en 2007 en ook tijdens de NBA Draft van 2008. De EA Sports videospel NBA Live 06 had het nummer in hun soundtrack gezet. Tijdens het seizoen van 2006 werd het nummer gespeeld als onderdeel van de introvideo dat voor elke wedstrijd van honkbalclub Arizona Diamondbacks werd tegoond. Hetzelfde was van toepassing bij de Cleveland Indians in 2007. Als themanummer werd het ook gebruikt bij de basketbalwedstrijden van University of Memphis in het seizoen 2006-2007. Televisie-uitzendingen van de Major League Gaming-kampioenschappen in 2007 gebruikten af en toe ook het nummer tijdens pauzes.
Ook werd het nummer gebruikt in trailers voor de films Gridiron Gang uit 2006 en Pride uit 2007 en de series Friday Night Lights, eveneens uit 2006. Ook in een van de trailers van de nieuwe film karate kid van 2010 met jaden smith en jackie chan

## Videoclip
Er bestaan twee videoclips van Remember the Name. In de eerste lopen de drie rappers apart door een club. Het bevat gastverschijningen van Chester Bennington, Rob Bourdon en Brad Delson van Linkin Park, Holly Brook, Rob Dyrdek en Christopher Boykin. Delson is te zien tijdens Tak's eerste couplet en Bennington speelt op een van de arcadespelletjes en geeft Shinoda een hand als deze langsloopt. Bourdon is zittend aan een bar te zien tijdens het laatste refrein. Holly Brook, zangeres op Fort Minor's Where'd You Go is leunend tegen een muur te zien tijdens Taks rap. Dyrdek en Boykin zijn te zien na Shinoda's laatste couplet, tegen het eind van de clip.
Er bestaat een tweede clip, met fans die hun skatetrucs, skateboardtrucs en dergelijke vertonen.

## Lijsten
In de Verenigde Staten debuteerde het op de 66e plaats, maar verdween al snel weer uit de lijst. In 2007 bereikte het nummer de Portugese hitlijst, waar het op #28 kwam.

## Tracklist

### Vinyl

#### A-kant
1. Petrified (Explicit) - 03:40
2. Petrified (Radio Edit) - 03:41
3. Petrified (Instrumental) - 03:41

#### B-kant
1. Remember the Name (Explicit) - 03:47
2. Remember the Name (Radio Edit) - 03:47
3. Remember the Name (Instrumental) - 03:46

### Cd-single
1. Petrified (Explicit) - 03:40
2. Petrified (Radio Edit) - 03:41
3. Petrified (Instrumental) - 03:41
4. Remember the Name (Explicit) - 03:47
5. Remember the Name (Radio Edit) - 03:47
6. Remember the Name (Instrumental) - 03:46

### iTunes
1. Petrified (Explicit) - 03:40
2. Petrified (Radio Edit) - 03:41
3. Petrified (Instrumental) - 03:41
4. Remember the Name (Explicit) - 03:47
5. Remember the Name (Radio Edit) - 03:47
6. Remember the Name (Instrumental) - 03:46

Mike Shinoda